# Sune Garmo
Sune Garmo, född 26 januari 1929 i Limerick Irland, död 6 december 2021 i Rättvik, var en svensk präst och författare. Son till Rudolf Garmo och hans hustru Anna född Nisses-Gagnér.
Garmo blev teologie kandidat vid Uppsala universitet 1953 och prästvigdes samma år. Åren 1961–1974 var Garmo stiftsadjunkt i Västerås stift och från 1974 fram till sin pensionering 1995 komminister i Rättviks församling och kontraktsprost i Rättviks kontrakt. Garmo hade genom åren ett flertal förtroendeuppdrag däribland ledamot av kyrkomötet och av domkapitlet i Västerås stift under många år samt ordförande i stiftsfullmäktige i Västerås stift 1992–1994.
Garmo skrev ett stort antal kyrkobeskrivningar för kyrkor i Västerås stift.